# Jean Deysel

a Compétitions nationales et continentales officielles uniquement.

b Matchs officiels uniquement.
Dernière mise à jour le 4 août 2020.
Jean Deysel, né le 5 mars 1985 à Virginia (Afrique du Sud), est un joueur international sud-africain de rugby à XV, évoluant principalement aux postes de troisième ligne aile ou de troisième ligne centre. Il joue l'essentiel de sa carrière professionnelle avec la franchise des Sharks en Super Rugby entre 2008 et 2017.

## Carrière

### En club
Jean Deysel rejoint en 2002 l'académie des Griffons, avant de rejoindre deux ans plus tard celle des Golden Lions.
Il commence sa carrière professionnelle avec les Golden Lions en 2005 lorsqu'il dispute la Vodacom Cup. Il fait également ses débuts en Currie Cup cette même année.
En 2007, il change de province pour rejoindre les Natal Sharks. l'année suivante, il est retenu dans l'effectif des Sharks pour disputer le Super Rugby. Il joue son premier match le 15 février 2008 contre la Western Force,. Avec cette équipe, il est finaliste du Super Rugby en 2012, en étant remplaçant lors de la finale.
En 2014, tout en continuant à jouer avec Sharks, il part jouer une saison au Japon avec les Toyota Verblitz.
En mars 2017, il est prêté pour une durée de trois mois à la province irlandaise du Munster, où il compense les absences sur blessures de son compatriote Jean Kleyn et de Dave Foley.
A fin de son contrat avec le Munster, il quitte définitivement les Sharks et signe un contrat de deux saisons avec l'Ulster en Pro14. En octobre 2018, il met un terme prématuré à sa carrière en raison de blessures persistantes,.

### En équipe nationale
Jean Deysel est sélectionné pour la première fois avec les Springboks en mai 2009 par le sélectionneur Peter de Villiers dans le cadre de la tournée des Lions britanniques en Afrique du Sud,. Il ne joue aucun match lors de cette tournée, mais participe avec l'équipe d'Afrique du Sud A à une rencontre contre les Lions britanniques.
Il est rappelé quelques moins plus tard, pour disputer la tournée d'automne en Europe, et obtient sa première cape internationale le 21 novembre 2009 à l’occasion d’un test-match contre l'équipe d'Italie à Udine,.
Après plus d'un an d'absence, il fait son retour à l'occasion du Tri-nations 2011. Il dispute trois rencontres lors de la compétition, et ne sera pas rappelé en sélection par la suite.

## Palmarès

### En club
- Vainqueur de la Currie Cup en 2008, 2010 et 2013 avec les Natal Sharks.
- Finaliste du Super Rugby en 2012 avec les Sharks.
- Finaliste du Pro12 en 2017 avec le Munster.

## Statistiques
Au 4 août 2020, Jean Deysel compte 4 capes en équipe d'Afrique du Sud, dont une en tant que titulaire, depuis le 21 novembre 2009 contre l'équipe d'Italie à Udine. 
Il participe à une édition du Tri-Nations, en 2011. Il dispute trois rencontres dans cette compétition.